# Matt Perrins
Matthew „Matt“ Perrins (* 1988) ist ein professioneller britischer Pokerspieler aus England. Er ist zweifacher Braceletgewinner der World Series of Poker.

## Pokerkarriere

### Werdegang
Perrins spielt seit Juni 2007 Onlinepoker. Er nutzt die Nicknames pezler06 (PokerStars), pez102 (Full Tilt Poker, UltimateBet sowie partypoker), OIFACKINGOI (PokerStars.FR) und staythere102 (Paddy Power Poker), mit denen er sich Turnierpreisgelder von bislang mehr als einer Million US-Dollar erspielte.
Ende April 2008 erzielte der Brite bei einem kleineren Event in seiner Heimatstadt Manchester seine erste Geldplatzierung bei einem Live-Pokerturnier. In Brighton sicherte er sich Mitte Januar 2009 bei der Grosvenor UK Poker Tour seinen ersten Turniersieg sowie eine Siegprämie von rund 9000 Pfund Sterling. Anfang August 2009 setzte sich Perrins beim Main Event der Italian Poker Tour in Venedig mit einem Hauptpreis von 150.000 Euro durch. Beim Main Event der European Poker Tour in Monte-Carlo verpasste er Ende April 2010 knapp den Finaltisch und belegte den mit 100.000 Euro dotierten zehnten Rang. Im Juni 2011 war der Brite erstmals bei der World Series of Poker (WSOP) im Rio All-Suite Hotel and Casino in Paradise am Las Vegas Strip erfolgreich und gewann ein Turnier der Variante No Limit 2-7 Lowball Draw. Dafür besiegte er ein Feld von 275 Spielern und sicherte sich ein Bracelet sowie eine Siegprämie von rund 100.000 US-Dollar. Bei der WSOP 2013 war er erneut siegreich und erhielt sein zweites Bracelet sowie knapp 800.000 US-Dollar, nachdem er 783 andere Spieler im No Limit Hold’em hinter sich gelassen hatte. Im Juli 2018 belegte Perrins beim High Roller des PokerStars Festival in Lille den zweiten Platz, der mit 51.100 Euro bezahlt wurde. Seitdem erzielte er bis dato keine weitere Live-Geldplatzierung.
Insgesamt hat sich Perrins mit Poker bei Live-Turnieren mehr als 1,5 Millionen US-Dollar erspielt.

### Braceletübersicht
Perrins kam bei der WSOP viermal ins Geld und gewann zwei Bracelets:
| Jahr | Buy-in (in $) | Turnier                   | Teilnehmer | Preisgeld (in $) |
| ---- | ------------- | ------------------------- | ---------- | ---------------- |
| 2011 | 1500          | No-Limit 2-7 Lowball Draw | 275        | 102.105          |
| 2013 | 5000          | No-Limit Hold’em          | 784        | 792.275          |